# 櫛橋伊範
櫛橋 伊範（くしはし これのり）は、室町時代の播磨国の武将。赤松氏の家臣。

## 人物
櫛橋家2代・櫛橋伊光の子。櫛橋氏は代々北朝方・赤松氏に属し、父は応安2年（1369年）赤松則祐に従い、南朝方の赤松氏範軍と摂津国中島で戦い戦死している。
至徳3年（1386年）再度挙兵した赤松氏範は幕府方の追討軍に大敗して滅亡した。この頃、櫛橋氏が根拠地とした播磨国印南郡志方は氏範の子・赤松家則の勢力範囲であったらしく、家則の妻も櫛橋氏の出で外戚に当たった。そのためか伊範は家則の遺児二人を保護し、それを養育している。うち兄・祐則には自らと同じ櫛橋氏を、弟・家全には志方氏を名乗らせたという。特に祐則の系譜は戦国時代末期まで続いたとされるもののその活動実態は不明点が多く、祐則の系統を櫛橋氏の当主とする史料もあり判然としない。
明徳2年12月（1392年）山名氏による明徳の乱鎮圧のために赤松義則に従って京都に出陣するが、内野での戦いで戦死した。